# Bogdanovo, Burgas
Bogdanovo (în bulgară Богданово) este un sat în comuna Sredeț, regiunea Burgas,  Bulgaria. 

## Demografie
Componența etnică a satului Bogdanovo
     Bulgari (98,33%)
     Nicio identificare (1,66%)
     Altele (0%)
La recensământul din 2011, populația satului Bogdanovo era de 60 locuitori. Din punct de vedere etnic, majoritatea locuitorilor (98,33%) erau bulgari. Pentru 1,66% din locuitori nu este cunoscută apartenența etnică.